# Soner Cagaptay
Soner Çağaptay é um analista de política externa e especialista turco-americano nas relações entre a Turquia e os EUA, política turca e nacionalismo turco. Atualmente, ele é o Diretor de Estudos Turcos no Instituto Washington para Política do Oriente Próximo, com sede em Washington, DC, nos Estados Unidos.

## Educação
Çağaptay graduou-se como Historiador e recebeu seu doutorado em 2003 pela Universidade de Yale, escrevendo sua tese sobre nacionalismo turco.

## Carreira
Previamente, Çağaptay ensinou vários cursos nas Universidades de Yale, Princeton e Georgetown. Çağaptay atuou como presidente de estudos regionais avançados da Turquia no Foreign Service Institute, Departamento de Estado dos Estados Unidos.
Em 2012, ele foi eleito líder social americano jovem da sociedade turca.

## Aparições na mídia
Çağaptay tem escrito extensivamente sobre as relações turco-americanas, a política interna na Turquia, política do Oriente Médio em várias mídias de impressão internacionais, como Wall Street Journal, New York Times, Washington Post e da CNN. Çağaptay aparece regularmente na Fox News, BBC, CNN e NPR.

## Livros
- Islam, Secularismo e Nacionalismo na Turquia moderna: Quem é um turco? Review, Janeiro 2006.
- A Ascensão da Turquia : Primeiro Poder Muçulmano do Século XXI, Fevereiro 2014.
- The New Sultan, Julio 2017